# 312 Pierretta
312 Pierretta är en asteroid i huvudbältet, som upptäcktes den 28 augusti 1891 av den franske astronomen Auguste Charlois. Det är okänt vad eller vem asteroiden senare fick namn efter.
Pierrettas senaste periheliepassage skedde den 3 september 2020. Dess rotationstid har beräknats till 10,28 timmar.